# Argument cosmologic
Argumentul cosmologic nu este doar un simplu argument, ci un tip de argumentare filosofică și teologică ce susține că existența lui Dumnezeu poate fi dedusă din înțelegerea originii Universului. În teologia naturală, acest tip de argument afirmă că existența lui Dumnezeu poate fi dedusă prin observarea lumii și a fenomenelor din Univers, precum cauzalitatea, contingența sau schimbarea.

## Structura generală
Argumentul cosmologic este structurat pe două nivele principale:
1. Își propune să demonstreze că Universul în care trăim are o cauză sau că există o ființă necesară.
2. Își propune să demonstreze că această cauză sau ființă necesară este Dumnezeu.

## Argumentul Cosmologic Kalam
Una dintre cele mai cunoscute formulări ale argumentului cosmologic este argumentul Kalam, promovat în mod special de filosoful și teologul creștin William Lane Craig.
Forma logică a argumentului Kalam:
Premisa 1: Tot ce începe să existe are o cauză a existenței sale 
Premisa 2: Universul a început să existe.
Concluzie: Prin urmare, Universul are o cauză.
Acest argument are o formă deductivă, ceea ce înseamnă că, dacă premisele sunt adevărate, atunci concluzia este inevitabil adevărată. Astfel, dacă demonstrăm că Universul are o cauză, atunci realizăm primul nivel al argumentului cosmologic.
Identificarea cauzei: Este aceasta Dumnezeu?
Pentru a determina natura cauzei, se analizează ce implică existența cauzei universului (analiza conceptuală):
Atemporală, aspațială, imaterială: Dacă timpul, spațiul și materia au început odată cu Universul, cauza acestora trebuie să fie în afara lor; ceea ce implică faptul că această cauză trebuie să fie atemporală, aspațială și imaterială.
Eternă și neschimbată: Fiind în afara timpului, cauza trebuie să fie eternă și neschimbată.
Necauzată: Pentru a evita regresul infinit, cauza trebuie să fie prima și necauzată.
Puternică: Cauza trebuie să fie foarte puternică pentru a crea tot ce există în Univers.
Volitivă (cu voință): Când o cauză este eternă, iar efectul ei are un început, atunci cauza trebuie să fie un agent volitiv (capabil să decidă); deoarece este singurul mod plauzibil de a explica cum o cauză atemporală poate produce un efect temporal. Dacă o cauză nu are voință, atunci automat și efectul ei trebuie să existe de când există și cauza; spre exemplu, dacă apa îngheață la sub 0 grade, și dacă această condiție este prezentă (să zicem -5 grade), atunci automat apa va fi înghețată. În cazul universului, dacă cauza sa eternă ar fi incapabilă să decidă, atunci universul ar fi trebuit să existe de când există și cauza. Totuși, observăm că universul are un început clar și nu a existat dintotdeauna. Astfel, dacă sursa universului are voință, ea trebuie să fie un agent, o persoană cu putere de decizie.
Aceste caracteristici ale cauzei universului sugerează că ea poate fi descrisă ca o minte imaterială, eternă, foarte puternică și cu voință (personală) — atribute care corespund cu descrierea clasică ale lui Dumnezeu. 

## Alte considerații generale
Argumentul Cosmologic încearcă să găsească o ultimă justificare universului, să îi fundamenteze cumva prezența și manifestarea. La baza acțiunii justificante de existență a realității stă conceptul de cauză, de sursă creativă a ceva.
Conceptul de cauză are o vechime de milenii și se bazează pe observația umană asupra realității și modificărilor pe care le suferă. Analiza stărilor ambientului și a efectelor acțiunilor umane asupra acestuia a dus la constatarea că orice se întâmplă în natură se poate motiva cumva. 
Observația sistematică a realității a sugerat o legătură sistematică între ceea ce se percepe la un moment dat și percepția ulterioară. Generalizând conceptual observațiile între acțiunile și consecințele cotidiene, omul trecutului a tras concluzia că din orice modalitate interactivă apar forme, calități sau situații noi. 
Cercetarea schimbării și consecințelor în natură sau chiar în societate a dus la convingerea generalizată că orice obiect, calitate sau eveniment bine diferențiat modal provine din alt obiect sau eveniment anterior, care la rândul lui are și el ca origine alt obiect ori eveniment.
Numele generic a acelui ceva din a cărui prezență și manifestare decurge ceva diferit, a fost numit 'cauză', iar această generalizare a dependenței momentane între ce a fost și ce este, sau între ce este și ce va fi, a avut un rol extrem de important în gândirea și practica umană. 
Odată separat criteriul cauzal și transformat în principiu cauzal universal, omul a înțeles că orice stare naturală sau personală are o cauză, iar pentru a înțelege și controla o situație trebuie identificată și înțeleasă cauza care a generat-o.
Consecința acțiunii oricărei cauze a fost numită generic 'efect', iar cuplul 'cauză efect', a devenit mecanismul de explicare a orice există.
Corelarea sistematică cauză-efect a devenit un instrument de cercetare și cunoaștere permanentă a cărui valoare este enormă.
Prin cuplul creativ 'cauză-efect' omul timpurilor trecute a început să își pună întrebări asupra provenienței celor pe care le observă în jurul său, sau să își analizeze cauzal acțiunile.
Cum fiecare efect cerea o cauză, iar cauza tratată ca efect, cerea și ea o altă cauză, pentru a motiva consecințele oricărei stări observate, raționamentele investigante și corelante cauză-efect, au gândit posibilitatea unui șir infinit de cauze și efecte naturale, fapt care punea în încurcătură mintea umană și o împiedică să explice complet și corect, proveniența și însușirile celui mai mărunt obiect sau proces natural.
Pentru a ieși din această regresie la infinit a justificării unei existențe prin alta și tot astfel, gânditorii trecutului au presupus existența unei cauze prime, a unui agent creativ de eveniment care nu provine din altul anterior.
Filozoful grec Platon a sugerat existența unui demiurg, a unui creator al universului, care le face pe toate conform unei concepții a perfecțiunii, necesității și binelui absolut.
Aristotel alt mare metafizician grec, a introdus ideea de 'cauza prima', sau 'motor creativ universal', cel care le face-mișcă pe toate fără a fi el însuși în mișcare -devenire, prin altă cauză.
Justificarea existenței realității printr-o unică cauză primă, creatoare a toate, necauzată ea însăși de altă cauză pentru a exista și a se manifesta, este numită 'argument cosmologic', asta însemnând argumentul apariției și devenirii omului și cosmosului.
În timpurile moderne omul a inventat teorii științifice mai elaborate și coerente cauzal pentru a explica proveniența și evoluția universului.